# Sibiu Open
Sibiu Open este un turneu de tenis care se desfășoară la Sibiu, România, din 2012. La începutul anului 2012 s-a anunțat că BRD - Groupe Société Générale va sponsoriza 4 turnee românești din circuitul ATP Challenger, Sibiul fiind ales pentru a găzdui un turneu nou, BRD Sibiu Challenger, așa cum a fost denumit înainte de schimbarea sponsorului din 2013. Turneul face parte din circuitul ATP Challenger și se joacă pe terenuri cu zgură în aer liber.

## Rezultate

### Simplu
| An   | Campion             | Finalist                | Scor          |
| ---- | ------------------- | ----------------------- | ------------- |
| 2012 | Adrian Ungur        | Victor Hănescu          | 6–4, 7–6(7–1) |
| 2013 | Jaroslav Pospisil   | Marco Cecchinato        | 6–4, 4–6, 1–6 |
| 2014 | Jason Kubler        | Radu Albot              | 6–4, 6–1      |
| 2015 | Adrian Ungur        | Pere Riba               | 6–4, 3–6, 7–5 |
| 2016 | Robin Haase         | Lorenzo Giustino        | 7–6(7–2), 6–2 |
| 2017 | Cedrik-Marcel Stebe | Carlos Taberner         | 6–3, 6–3      |
| 2018 | Dragoș Dima         | Jelle Sels              | 6–3, 6–2      |
| 2019 | Danilo Petrović     | Christopher O'Connell   | 6–4, 6–2      |
| 2020 | Marc-Andrea Hüsler  | Tomás Martín Etcheverry | 7–5, 6–0      |
| 2021 | Stefano Travaglia   | Thanasi Kokkinakis      | 7–6(7–4), 6–2 |
| 2022 | Nerman Fatić        | Damir Džumhur           | 6–3, 6–4      |
| 2023 | Nerman Fatić        | Damir Džumhur           | 6–2, 6–4      |
| 2024 | Valentin Royer      | Luka Pavlovic           | 6–4, 6–0      |

### Dublu
| An   | Campioni                              | Finaliști                                           | Scor             |
| ---- | ------------------------------------- | --------------------------------------------------- | ---------------- |
| 2012 | Marin Draganja Lovro Zovko            | Alexandru-Daniel Carpen Cristóbal Saavedra-Corvalán | 6–4, 4–6, [11–9] |
| 2013 | Rameez Junaid Philipp Oswald          | Jamie Delgado Jordan Kerr                           | 6–4, 6–4         |
| 2014 | Potito Starace Adrian Ungur           | Marius Copil Alexandru-Daniel Carpen                | 7–5, 6–2         |
| 2015 | Victor Crivoi Petru-Alexandru Luncanu | Ilija Bozoljac Dušan Lajović                        | 6–4, 6–3         |
| 2016 | Robin Haase Tim Pütz                  | Jonathan Eysseric Tristan Lamasine                  | 6–4, 6–2         |
| 2017 | Marco Cecchinato Matteo Donati        | Sander Gillé Joran Vliegen                          | 6–3, 6–1         |
| 2018 | Kevin Krawietz Andreas Mies           | Tomasz Bednarek David Pel                           | 6–4, 6–2         |
| 2019 | Sadio Doumbia Fabien Reboul           | Ivan Sabanov Matej Sabanov                          | 6–4, 3–6, [10–7] |
| 2020 | Hunter Reese Jan Zieliński            | Robert Galloway Hans Hach Verdugo                   | 6–4, 6–2         |
| 2021 | Alexander Erler Lucas Miedler         | James Cerretani Luca Margaroli                      | 6–3, 6–1         |
| 2022 | Ivan Sabanov Matej Sabanov            | Alexander Erler Lucas Miedler                       | 3–6, 7–5, [10–4] |
| 2023 | Andrew Paulson Michael Vrbenský       | Piotr Matuszewski Kai Wehnelt                       | 6–2, 6–2         |
| 2024 | Alexander Merino Christoph Negritu    | Liam Draxl Cleeve Harper                            | 6–2, 7–6(7–2)    |